# Zyzomys palatilis
Zyzomys palatilisr là một loài động vật có vú trong họ Chuột, bộ Gặm nhấm. Loài này được Kitchener mô tả năm 1989.